# Thermae Romae (película)
Thermae Romae (テルマエ・ロマエ Terumae Romae?) es una película japonesa  de 2012 y adaptación en imagen real del manga homónimo de 2008 de Mari Yamazaki.

## Producción
El equipo filmó gran parte de las escenas en el complejo italiano de estudios Cinecittà, en Roma, Italia. La dirección corrió por cuenta Hideki Takeuchi y el guion por Shogo Muto. El reparto principal se integró con actores japoneses. Para los personajes romanos, se buscaron actores con rasgos nihonjinbanare («no japoneses»). En el caso de Hiroshi Abe, quien encarna al protagonista, la autora del manga Mari Yamazaki comentó «Abe-san es realmente magnífico como el antiguo romano Lucius. Los miembros italianos del personal murmuraban "se parece a un romano genuino"». Aya Ueto llevó el rol de  Manami Yamakoshi, una aspirante a mangaka e integrante de «la tribu de caras planas» de acuerdo con Lucius.

### Reparto
- Hiroshi Abe como Lucius.
- Aya Ueto como Manami Yamakoshi «Mami».
- Riki Takeuchi como Tateno.
- Kai Shishido como Antoninus.
- Ichimura Masachika como emperador Adriano.
- Kitamura Kazuki como Ceionius.

Fuente 

## Promoción y estreno
Para promocionar el largometraje,  Abe y Ueto estuvieron presentes en un evento de la productora Tōhō en su cine de Roppongi Hills. Para conmemorar la temática de la obra se llevó a cabo la competencia para encontrar «el actor con rasgos más duros de Japón».
Un trailer promocional en japonés vio la luz en marzo de 2012 en el sitio web oficial de la película donde previamente se habían lanzado dos teasers. Se estrenó el 28 de abril exclusivamente en Japón en 304 salas. Para estimular una mayor audiencia, con la compra de una entrada de cine los espectadores adquirieron gratis una edición especial del manga, promoción pensada hasta agotar stock de un millón de unidades para repartir.

### Proyecciones notables
Posteriormente a su estreno en Japón, se añadieron subtítulo en inglés para presentarla en la 37.° edición del Festival Internacional de Cine de Toronto, celebrado en Toronto, Ontario, Canadá, desde el 6 al 16 de septiembre de 2012. Asimismo, el filme se exhibió en el Far East Film Festival, el festival italiano dedicado a películas asiáticas celebrado en Údine, del 20 al 28 de abril de ese año. Otras proyecciones notables ese año incluyen el Festival Internacional de Cine de Hawái, del 13 a 15 de octubre, el evento de cine japonés LA EigaFest en Los Ángeles, Estados Unidos el 15 de diciembre, y el Festival de Cine Japonés celebrado en Sídney, Australia, donde Thermae Romae inauguró el evento el 14 de noviembre con entradas agotadas. La película también formó parte del Festival de Cine Asiático de Nueva York, del 28 de junio al 15 de julio de 2013 y del Festival de Cine Inédito en Mérida, España, el 29 de noviembre.

## Recepción

### Rendimiento comercial
Durante su estreno las cifras de ventas ascendieron a 423 millones de yenes y para finales de 2012 había recaudado 5 980 000 000 yenes (o 66 millones de dólares), cifra que consagró a Thermae Romae como el segundo filme nacional con mayor recaudación en Japón ese año. La película se transmitió en la televisión japonesa por primera vez el 20 de abril de 2013, logrando un porcentaje del 16,9% de rating.

### Críticas profesionales
La película contó con una recepción variada, mayormente negativa, por parte de los críticos de cine. Andrew Chan —miembro del Círculo de Críticos de Cine de Australia y de la Australian Academy of Cinema and Television Arts (AACTA)— escribió una reseña del filme con motivo de su proyección en la decimosexta edición del Festival de Cine Japonés en Sídney, Australia. En ella aseguró que la idea era «prometedora» aunque la adaptación del manga a un medio audiovisual no fue del todo exitosa en su opinión; afirma que la película es «repetitiva y bastante predecible» y critica la estructura lineal del guion, fiel «página por página» al manga. Sobre el rol de los actores principales, describe la relación entre los personajes de Aya Ueto y Hiroshi Abe como forzada y previsible, mientras que considera Ceionius —encarnado por Kitamura Kazuki—  «el personaje más unidimensional que he presenciado en un largo tiempo». Concluyó que esperaba más de una película de tales dimensiones, aunque no la consideró un completo fracaso. Sam McCosh de Anonlineuniverse.com coincidió con Chan que los gags humorísticos fueron repetitivos, pero destaca el labor de los actores. David Nusair de Reelfilm.com le otorgó al filme la negativa calificación de una estrella y media de cinco. Criticó el guion a cargo de Shôgo Mutô y la dirección de Hideki Takeuchi, a quien culpa de no haber explotado el potencial del personaje de Lucius.
Otros factores como la composición fueron blanco de críticas. Olivia Saperstein de Isugoi.com definió el estilo de Takeuchi de «exagerado», con una escenografía que parecían «artefactos baratos (...) hechos de plástico» y vestuario de la Antigua Roma que calificó de «disfraces temáticos». Sin embargo, se mostró mucho más crítica del personaje de Manami y su «obsesión y admiración» a Lucius a pesar de la indiferencia y los maltratos que este le propiciaba, interacción que en palabras de Saperstein «perpetúa una vieja versión pasada del moda del patriarcado». Japancinema.net le otorgó la calificación de B- y elogió el trabajo de Hiroshi Abe y la historia de la mangaka Mari Yamazaki; resumió que «hay momentos divertidos» aunque «solo treinta minutos valen la pena mientras que el resto se vuelve realmente aburrido». La Sociedad Japonesa de Nueva York se refirió al filme como «un espectáculo sobre baños épico».

### Premios y reconocimientos
El papel de Lucius le valió a Hiroshi Abe el premio al mejor actor en la trigésimo sexta edición de los Premios de la Academia de Japón. La cadena japonesa de alquiler de video Tatsuya celebró sus propios premios, los Tatsuya Film Fan Award de 2013, en los cuales los clientes y socios de la franquicia votan para decidir los mejores logros de la industria cinematográfica. Thermae Romae obtuvo una nominación en la categoría cine nacional y el voto del público la consagró ganadora. En una encuesta realizada en Mymovies.it en el marco del festival italiano de cine Far East Film Festival, Thermae Romae se alzó con la mayoría de votos de los usuarios, accediendo al premio My Movies Audience Award.

## Thermae Romae II, la secuela
A principios de 2013 se confirmó una secuela de la película inspirada en el manga titulada Thermae Romae II. Los actores originales volvieron a encarnar a sus respectivos personajes y Hideki Takeuchi ocupó nuevamente el rol de director. El argumento de la entrega giró en torno al nuevo proyecto por encargo de Lucius de construir una terma en el medio del Coliseo Romano. Para esto, la escenografía contó con un coliseo a escala de cincuenta metros de altura que supuso gastos millonarios de yenes según informó el diario japonés Sankei Sports. A diferencia de su predecesora, se optó por Bulgaria como locación principal para la filmación y no los estudios Cinecittà en Roma, Italia. Esto fijó el precedente de la primera película japonesa filmada en territorio búlgaro.
Enterbrain publicó el primer teaser en la página oficial de Thermae Romae y en la plataforma Youtube el 25 de junio de 2013; este se resumen en la premisa «el conjunto del elenco maravilloso de la más grande obra maestra cinematográfica sobre baños ha sido revivido». El 10 de febrero de 2014 se conoció el primer avance oficial junto con un segundo teaser.
Originalmente el estreno en Japón se planeó para la Semana Dorada, aunque finalmente se adelantó al 26 de abril de 2014, fecha de cada mes en el que se celebra extraoficialmente en ese país el «Día del baño» (Yoi Furo no Hi).